# Estación de Pont Neuf
Pont Neuf, de su nombre completo Pont Neuf - La Monnaie (en español: Puente Nuevo - La Moneda), es una estación de la línea 7 del metro de París situada en el I distrito, en el corazón de la ciudad junto al puente Nuevo y frente a la Samaritaine.

## Historia
La estación se inauguró 16 de abril de 1926. 

## Descripción
Se compone de dos andenes laterales de 75 metros de longitud y de dos vías.
Está diseñada en bóveda elíptica revestida de azulejos blancos biselados. La iluminación es de estilo Motte y se realiza con lámparas resguardadas en estructuras rectangulares de color rojo que sobrevuelan la totalidad de los andenes no muy lejos de las vías.
La tipografía empleada es la CMP donde el nombre de la estación aparece sobre un fondo de azulejos azules en letras blancas.
Por último los asientos, que también son de estilo Motte, combinan una larga y estrecha hilera de cemento revestida de azulejos rojos que sirve de banco improvisado con algunos asientos individualizados de color naranja que se sitúan sobre dicha estructura.
En el centro de uno de los andenes se encuentran reproducciones de monedas de gran tamaño que recorren la bóveda hasta alcanzar el otro andén. Existe también una replica de un elemento para pesar monedas y vitrinas que exponen monedas reales. Toda la exposición hace referencia a dos instituciones cercanas llamadas La Monnaie de Paris y el Hôtel de la Monnaie.